# Punta Gorda (Belize)
Pour les articles homonymes, voir Punta Gorda.
Punta Gorda est une ville du Belize située dans le district de Toledo. Son altitude moyenne est de 9 mètres.

## Politique et administration
| Période | Période  | Identité        | Étiquette | Qualité |
| ------- | -------- | --------------- | --------- | ------- |
| 2003    | 2009     | Carlos Galvez   | PUP       |         |
| 2009    | 2012     | Floyd Lino      | UDP       |         |
| 2012    | 2015     | Anthony Fuentes | PUP       |         |
| 2015    | 2018     | Fern Gutierrez  | UDP       |         |
| 2018    | 2021     | Ashton McKenzie | UDP       |         |
| 2021    | 2024     | Charles Selgado | PUP       |         |
| 2024    | en cours | Carlos Galvez   | PUP       |         |

## Démographie
Sa population s’élève en 2005 à 5 026 habitants, ce qui en fait la neuvième ville du pays

## Personnalités liées à la ville
- Paul Nabor (1928-2014), parandero (musicien de Paranda (en)) ;
- Leela Vernon (1950-2017), la « Reine du Brukdown (en) » ;
- Destiny Wagner (en) (née en 1996), Miss Terre 2021.

## Galerie

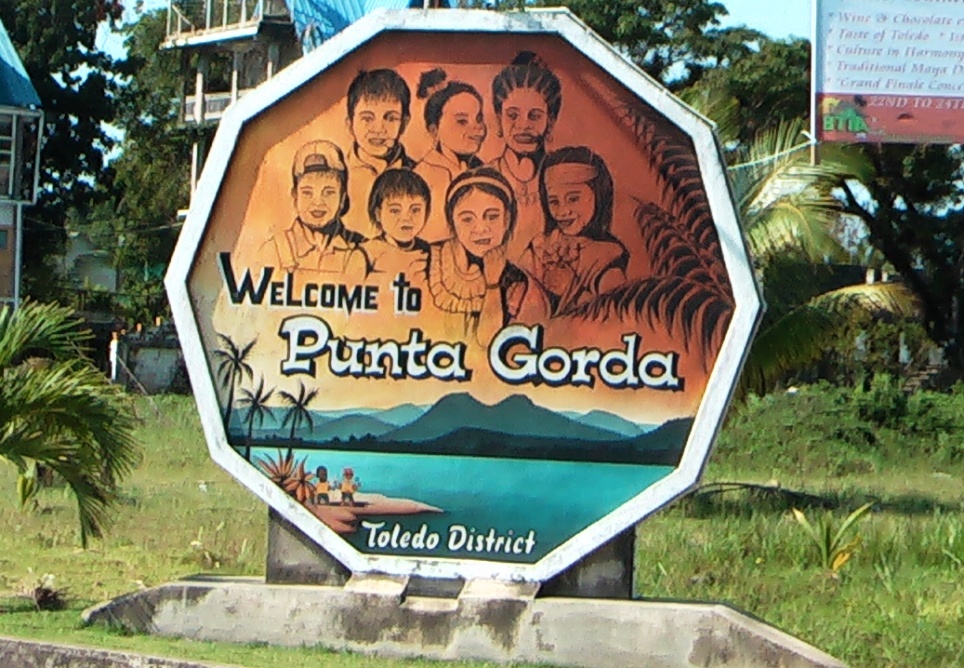
Entrée de la ville.
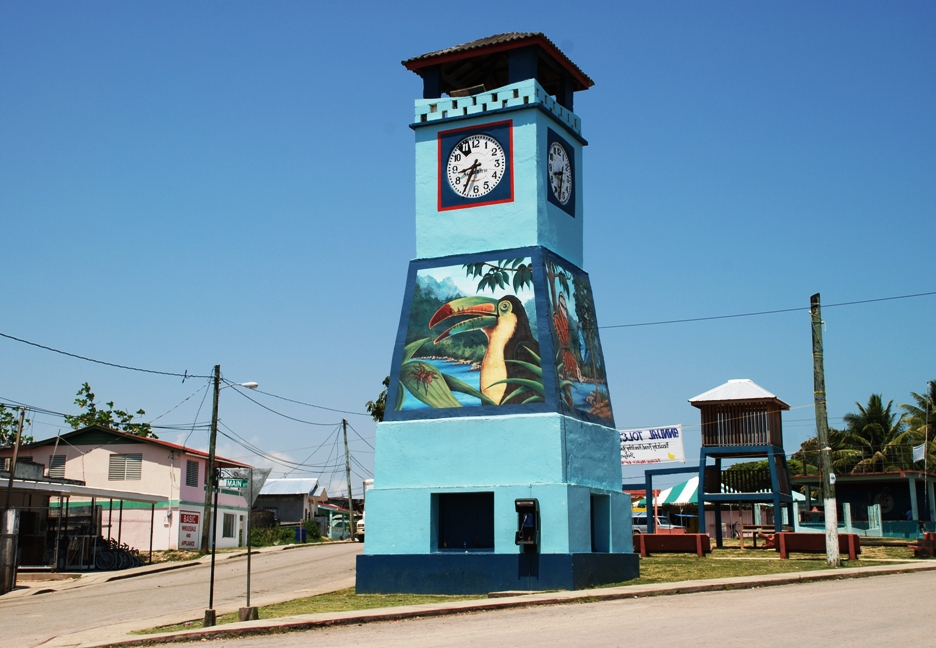
La tour de l'horloge.
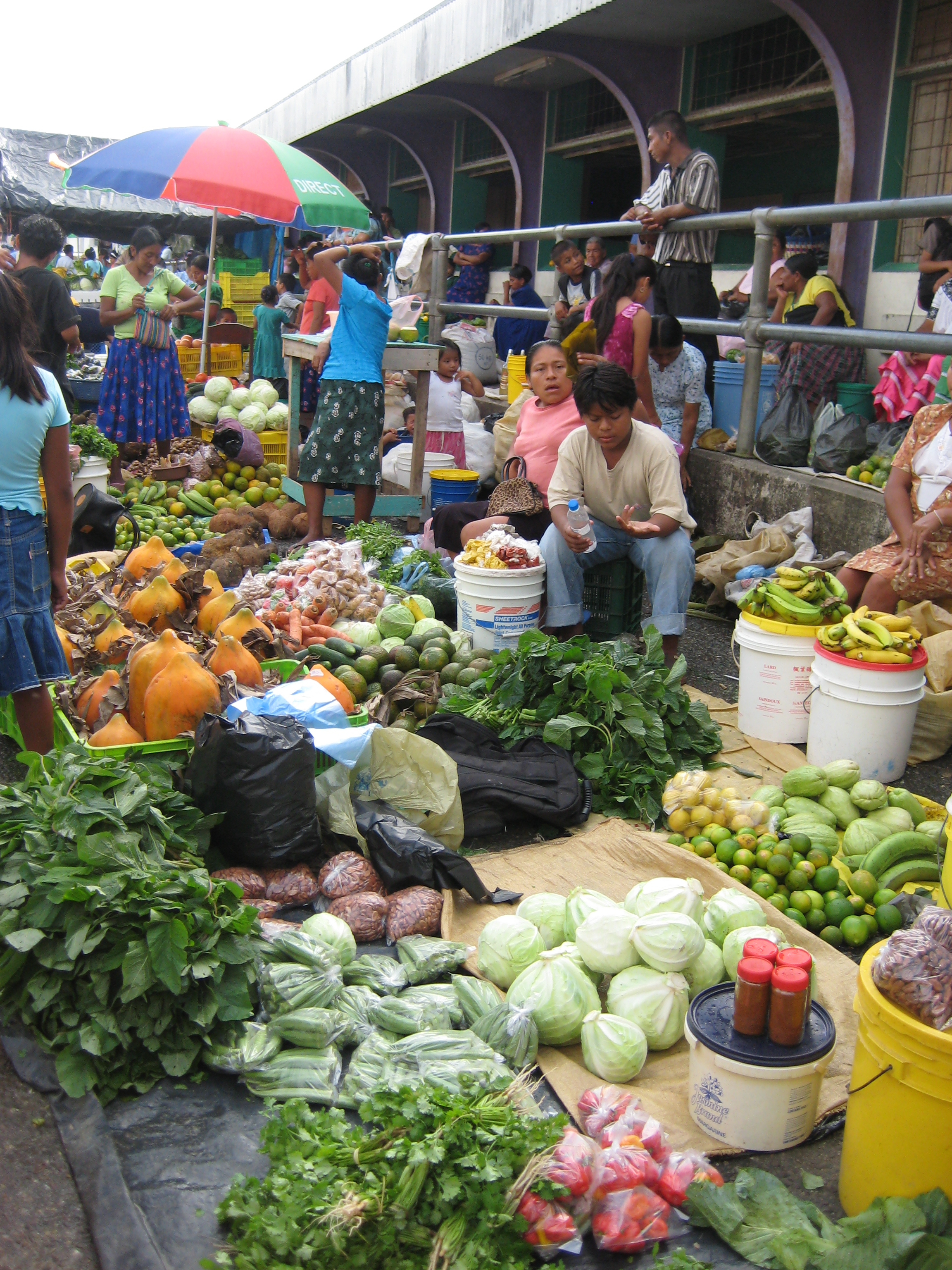
Le marché.